# Cellulitis
Cellulitis (eller cellulit) er en akut inflammation i hudens bindevæv og skyldes infektion af stafylokokker, streptokokker eller andre bakterier. 
Huden danner normalt en uigennemtrængelig barriere for bakterier, men ved beskadigelser kan bakterier trænge ind. Smårifter, revner, insektbid eller brændsår er hyppige årsager til infektion.
Appelsinhud – cellulite er et rent kosmetisk fænomen, der ofte fejlagtigt bliver kaldt cellulitis.
| Sygdom | Spire Denne artikel om sygdom er en spire som bør udbygges. Du er velkommen til at hjælpe Wikipedia ved at udvide den. |